# Terry Kent
Terry Kent (Rochester, 8 de agosto de 1962) es un deportista estadounidense que compitió en piragüismo en la modalidad de aguas tranquilas. Ganó una medalla de plata en el Campeonato Mundial de Piragüismo de 1990, y una medalla de oro en los Juegos Panamericanos de 1987.

## Palmarés internacional
| Campeonato Mundial   | Campeonato Mundial            | Campeonato Mundial | Campeonato Mundial |
| Año                  | Lugar                         | Medalla            | Competición        |
| -------------------- | ----------------------------- | ------------------ | ------------------ |
| 1990                 | Poznań (Polonia)              | Medalla de plata   | K2 500 m           |
| Juegos Panamericanos |                               |                    |                    |
| Año                  | Lugar                         | Medalla            | Competición        |
| 1987                 | Indianápolis (Estados Unidos) | Medalla de oro     | K2 500 m           |